# Палма де Майорка
Палма (на испански: Palma), познат също като Палма де Майорка (на испански: Palma de Mallorca) в периодите 1983 – 1988, 2006 – 2008 и 2012 – 2016 г.) е най-големият град и пристанище на остров Майорка и столица на испанската автономна област Балеарски острови. Намира се на южния бряг на залива Палма.
От преброяването през 2016 г. населението е 402 949 души за града и 517 285 (2005 г.) за цялата област, което превръща района в 12-и по населеност в Испания. Почти половината от населението на остров Майорка живее в град Палма. Има около 10 000 българи на острова Майорка.

## История
Градът е основан през 123 година пр.н.е. като римски военен лагер на мястото на по-старо талайотско селище и, наред с Поленция в северната част на острова, става един от двата му главни града. Сведенията за двете столетия след края на Западната Римска империя, но от този период има следи от византийско присъствие. Изглежда през този период жителите на острова живеят относително изолирано, като се занимават активно с пиратство.
През 707 година мюсюлмански флот спира на острова и налага на Палма плащането на данък и признаване на номиналната власт на Халифата, но самоуправлението на града се запазва. В средата на IX век островите за пръв път са подложени на нападения на нормани, които продължават до началото на X век, когато островите са анексирани от Кордовския емират. Под мюсюлманска власт градът, наричан Медина Маюрка, става административен център на остров Майорка. Следващите десетилетия са период на разцвет за града с нарастване на населението и превръщането му във важен търговски център.
С постепенното разпадане на Кордовския халифат, около 1015 година Балеарските острови стават владение на емирство (таифа) Дения. Палма става база за нападения срещу християнските кораби в региона, а през 1016 – 1017 година за нападение срещу Сардиния, довело до ответен удар на Пиза и Генуа. През 1087 година таифата Дения е унищожена и за известно време Балеарските острови са самостоятелна таифа. По това време зачестяват нападенията на християните. През 1115 година Палма е превзета и ограбена от барселонския граф Рамон Беренгер III, след което островите попадат под властта на Алморавидите.
Управлението на Алморавидите стабилизира положението на мюсюлманите в региона, но в средата на XII век те са подложени на силен натиск от династията на Алмохадите и губят повечето си територии. Към 1157 година тяхно последно владение са Балеарските острови, а Палма става тяхна столица, като в града се преселват много привърженици на династията от континента. Алморавидите поддържат съюзни отношения с някои християнски държави и в Палма се установяват първите пизански и генуезки търговци. През 1203 година Алморавидите са окончателно разгромени и островите са завладени от Алмохадите.
През 1229 година след продължителна обсада градът е превзет от арагонския крал Хайме I и става, наред с Перпинян на континента, една от столиците на васалното на Арагон Кралство Майорка, което той оставя на по-малкия си син. От 1344 година кралството се управлява от кралете на Арагон, от 1469 година – от кралете на Испания, а през 1715 година е премахнато и става част от Испания.
По време на Наполеоновите войни Палма става убежище за много бежанци от окупираната от французите континентална Испания и става средище на либерализма. С премахването от французите на пиратството в Западното Средиземноморие в началото на XIX век градът преживява нов търговски подем. След Втората световна война Майорка става един от центровете на международния туризъм, като през 1960 година е посетен от половин милион души, а през 2001 година – от над 20 милиона. Това дава тласък на икономиката и градът бързо се разраства, привличайки заселници от континента и от чужбина, най-вече от Африка и Южна Америка.

## Известни личности
Родени в Палма
- Конча Буйка (р. 1972), певица
- Педро Каро и Суреда (1761 – 1811), офицер
- Авраам Крескес (1325 – 1387), картограф
- Реймонд Лулий (1232 – 1315), философ и писател
- Карлос Моя (р. 1976), тенисист

Починали в Палма
- Жан Досе (1916 – 2009), френски имунолог
- Реймонд Лулий (1232 – 1315), философ и писател
- Жоан Миро (1893 – 1983), художник